# Ruta 24 (Uruguay)

Detalle de recorrido de la ruta 24.

La ruta 24 es una de las rutas nacionales de Uruguay. Atraviesa los departamentos de Río Negro y Paysandú, uniendo las rutas 2 y 3.
Actualmente esta ruta junto con la 21 constituyen el principal corredor de acceso al puerto de Nueva Palmira sobre el litoral del río Uruguay. Es uno de los ejes por el cual circula gran parte de la producción nacional, pero también recibe un flujo importante de los puentes internacionales de Paysandú y Fray Bentos.
El 14 de junio de 2013 se designó a esta ruta con el nombre de Guyunusa, en homenaje a la mujer indígena integrante de "los últimos charrúas" llevados a París en 1833 para ser exhibidos como objetos vivientes.

## Características
Estado y tipo de construcción de la carretera según el tramo
| Tramo           | Tipo de Red             | Tipo de Construcción | Estado    |
| --------------- | ----------------------- | -------------------- | --------- |
| Ruta 2-Ruta 20  | Red Nacional Primaria   | Hormigón             | Excelente |
| Ruta 20-Ruta 25 | Red Nacional Primaria   | Hormigón             | Excelente |
| Ruta 25-Ruta 3  | Red Nacional Secundaria | Hormigón             | Excelente |

## Recorrido
Detalle del recorrido según el kilometraje:

### Río Negro
- km 00.000: Extremo Sur Empalme 
  - Oeste: a Fray Bentos y Puente Internacional "Libertador General San Martín" conexión con RN 136 en Argentina
  - Este: a Mercedes,   y
- km 21.000:
  - Empalme Ruta 20 a 
  - Acceso a Nuevo Berlín
- km 54.000: Empalme Ruta 25 a Bellaco, Young,  y Ruta 90
- km 64.500:
  - Tres Quintas
  - Este: Acceso a San Javier
  - Oeste: Acceso a Colonia Gardental
- km 83.000: Arroyo Negro (Límite departamental Río Negro - Paysandú)

### Paysandú
- km 93.000: Extremo Norte Empalme con 
  - SE: a Young, Trinidad y 
  - NO: Paysandú, Salto y Bella Unión

## Obras

### Repavimentación
En casi 22 kilómetros de la ruta 24 se realizó un procedimiento de recapado con una tecnología utilizada por primera vez en Uruguay, con el sistema Whitetopping (una mezcla de hormigón con asfalto y polipropileno que mejora la resistencia). El producto se colocó desde la ruta 2 hasta la ruta 20 a la entrada de Nuevo Berlín. La calzada tiene un ancho de 7 metros y 1,70 de banquina.